# Macrocarpaea tahuantinsuyuana
Macrocarpaea tahuantinsuyuana är en gentianaväxtart som beskrevs av Jason Randall Grant. Macrocarpaea tahuantinsuyuana ingår i släktet Macrocarpaea och familjen gentianaväxter. Inga underarter finns listade i Catalogue of Life.